# Akwasi Afrifa
Akwasi Afrifa, född 24 april 1936, död 26 juni 1979, var en ghanansk officer. Han ledde Ghana tillbaka till civilt styre efter tre års militärstyre 1969, efter att samma år ha tagit över som statschef efter den avgångne general Joseph Ankrah. Afrifa avgick själv 1970. Han avrättades av en ny militärregim under Jerry Rawlings 1979.